# Nippon Sōshintō
Die Nippon Sōshintō (jap. 日本創新党, dt. etwa „Neuaufrichtungspartei Japan“; engl. The Spirit of Japan Party) war eine politische Partei in Japan. Sie wurde im April 2010 von mehreren Kommunal- und Präfekturpolitikern als Nachfolger von Yoi Kuni tsukurō! Nippon Shimin Kaigi (よい国つくろう!日本志民会議, dt. „Lasst uns ein gutes Land schaffen! Japanische Bürgerkonferenz“, wobei Bürger mit dem Kanji 志 für „Wille, Bereitschaft“ geschrieben ist) gegründet. Sie verfügte über keine Abgeordneten im nationalen Parlament. Parteivorsitzender war Hiroshi Yamada, ehemaliger Unterhausabgeordneter und Bürgermeister des Bezirks Suginami. Weitere Mitglieder waren Hiroshi Nakada, ehemals Bürgermeister der Stadt Yokohama, Hiroshi Saitō, ehemals Gouverneur der Präfektur Yamagata, und Toshiaki Okano, ehemals Bürgermeister der Stadt Chōshi.
Die Partei stellte erfolglos Kandidaten für die Oberhauswahl im Juli 2010 auf, bei den einheitlichen Regionalwahlen 2011 gewann sie einige wenige Mandate in Kommunalparlamenten.
Die Partei forderte fiskalische Reformen und kritisiert kostenintensive Maßnahmen wie die Einführung des Kindergelds oder große Infrastrukturprojekte als „Verschwendung“, wollte die Präfekturen zugunsten eines Systems von größeren Regionen/Staaten (Dōshūsei) abschaffen und die Japanische Verfassung revidieren. Außerdem forderte sie eine „unabhängige“ Außen- und Verteidigungspolitik. Zur Stabilisierung des japanischen Haushalts forderte sie eine Verkleinerung des öffentlichen Diensts und eine Erhöhung der Mehrwertsteuer.
Im September 2012 beschloss die Partei auf einem Sonderparteitag ihre Auflösung, um sich dem Nippon Ishin no Kai anzuschließen.